# Імені Балуана Шолака (Шуський район)
імені Балуа́на Шола́ка (каз. Балуан Шолақ а.а.) — село у складі Шуського району Жамбильської області Казахстану. Адміністративний центр та єдиний населений пункт Балуан-Шолацького сільського округу.
До 2002 року село називалось Актобе.
Населення — 1603 особи (2021; 1590 у 2009, 1864 у 1999, 2315 у 1989).